# Matt López
Matthew López, detto Matt (Washington, 25 marzo 1992), è un cestista statunitense con cittadinanza portoricana.

## Carriera
Con Porto Rico ha disputato i Campionati centramericani del 2014.